# دیش تی‌وی
دیش تی‌وی (انگلیسی: Dish TV) شرکت رسانه‌ای هندی است، که در سال ۲۰۰۳ تأسیس شد.